# نوک‌اکراسی
نوک‌اکراسی (نام علمی: Ibidorhyncha struthersii) تنها گونهٔ تیره ی نوک‌اکراسیان (Ibidorhynchidae) از گروه پرندگان آبچر است. مشخصه این پرنده داشتن نوکی بلند و خمیده است با گردنی دراز که در هنگام پرواز با بال‌های مدورش، شباهت زیادی به اکراس بدان می‌دهد.
رنگ بدن نوک‌اکراسی خاکستری است و شکمش به رنگ سفید. سر این پرنده سیاه‌رنگ است و بر روی سینه خود نیز خطی سیاه دارد که به صورت افقی کشیده شده است. این پرنده در کرانه‌های رودخانه‌های فلات آسیای مرکزی و هیمالیا زندگی می‌کند.